# Kamopanorpa latipennata
Kamopanorpa latipennata is een fossiele soort schietmot uit de familie Microptysmatidae. De wetenschappelijke naam van de soort is voor het eerst geldig gepubliceerd in 1993 door Novokshonov.